# 12 (numero)
Dodici (cf. latino duodecim, greco δώδεκα) è il numero naturale che segue l'11 e precede il 13.

## Proprietà matematiche
- È un numero pari.
- È un numero composto, coi seguenti 6 divisori: 1, 2, 3, 4, 6, 12. Poiché la somma dei divisori (escluso il numero stesso) è 16 > 12, è un numero abbondante.
- Di conseguenza, un numero è divisibile per 12 se e solo se è divisibile sia per 3 che per 4 (= 22).
- È un numero altamente composto.
- È un numero scarsamente totiente.
- È un numero n con più soluzioni all'equazione φ(x) = n che qualsiasi numero più basso. Ciò lo rende un numero altamente totiente.
- È un numero pentagonale.
- È un numero idoneo.
- È un numero sublime.
- È un numero di Harshad nel sistema di numerazione decimale.
- In ogni base tra 2 e 7, è divisibile per la somma delle sue cifre.
- In base 10, è divisibile per il prodotto delle sue cifre.
- È un numero semiperfetto, cioè uguale alla somma di alcuni suoi divisori.
- È un numero rifattorizzabile, essendo divisibile per il numero dei suoi divisori.
- È il più piccolo numero semi-perfetto, cioè uguale alla somma di alcuni suoi divisori.
  - Per la sua qualità matematica di essere divisibile sia per 2 che per tre o per quattro, spesso il 12 viene impiegato in sistemi di misura di ogni tipo per esprimere unità superiori (ad esempio nell'antica Roma la libbra da 12 once, od il piede anglosassone da 12 pollici).Un dodecaedro

Un dodecaedro

- È il più piccolo numero naturale che appartiene a più di 2 terne pitagoriche: (5, 12, 13), (9, 12, 15), (12, 16, 20) e (12, 35, 37).
- È un numero a cifra ripetuta nel sistema di numerazione posizionale a base 5 (22) e in quello a base 11 (11).
- È un numero pratico.
- È un numero di Perrin.
- È un numero oblungo, ovvero della forma n(n+1).
- È un numero malvagio.
- È un termine della successione di Padovan.

### Il 12 in geometria
- Il poligono con dodici lati è detto dodecagono.
- Il solido con dodici facce è detto dodecaedro.
- 12 è il numero di spigoli di un cubo.

## Chimica
- È il numero atomico del magnesio (Mg).

## Filosofia
- 12 sono le categorie o forme a priori dell'intelletto nella Critica della ragion pura di Kant.

## Astronomia
- 12P/Pons-Brooks è una cometa periodica del sistema solare
- 12 Victoria è un asteroide della fascia principale battezzato così in onore di Vittoria, dea romana della vittoria.
- M 12 è un ammasso globulare situato nella costellazione dell'Ofiuco.
- NGC 12 è una galassia spirale della costellazione dei Pesci.

## Astronautica
- Cosmos 12 è un satellite artificiale russo.

## Simbologia
«Il dodici segna l'ingresso nella pubertà e dunque induce l'idea di una trasformazione radicale [...che] si fonda su un passaggio molto difficile e faticoso che è il solo che davvero porta a crescere. È per questo che il dodici traduce implicitamente gli ostacoli, i passaggi difficili, gli enigmi da risolvere. Nella maggior parte delle società, i riti iniziatici, destinati a far accedere allo stato di adulto, si praticano nel dodicesimo anno di età.»
È il numero che ricorre per eccellenza ad indicare la gestione e il governo d'una variante delle tre metafisiche speciali di Christian Wolff (1679-1754):
1. il corpo (anatomia);
2. il mondo sia fisico (calendario, zodiaco, musica) che comunitario (diritto giuridico);
3. l'ambito spirituale (mitologia, religione).

## Anatomia umana
- 12 è il numero di paia dei nervi cranici.
- 12 è il numero delle vertebre toraciche.
- 12 è il numero di paia di coste.
- 12 è il numero di falangi nelle dita d'una mano, pollice escluso (e da questo dettaglio, coniugato alle cinque dita dell'altra mano, potrebbe derivare la base numerica sessagesimale).

## Calendario
- 12 sono i mesi (le lunazioni complete) in un anno solare.
- 12 sono i segni dello zodiaco con cui si divide in altro modo l'anno.
- Un giorno viene diviso in 12 ore antimeridiane e 12 pomeridiane, così come la circonferenza del quadrante dell'orologio.

## Astrologia
- Dodici è il numero dei segni dello zodiaco "occidentale", cinese, indiano...
- Dodici anni circa è il tempo che impiega Giove per compiere il giro dello zodiaco. Per questo il dodicesimo anno di vita corrisponde al primo ritorno di Giove nella posizione natale.

## Musica
- Nel sistema musicale occidentale per convenzione 12 semitoni formano un'ottava.

## Diritto
- Nel diritto romano, una tra le prime codificazioni scritte è rappresentata dalle leggi delle XII tavole.
- "I dodici" era il nome, in questa forma assoluta o con ulteriori specificazioni, di antiche magistrature locali italiane, composte appunto di dodici persone. Ad esempio "i dodici del popolo" di Pisa nei secoli XIII-XIV, "i dodici" di Siena nel XIV secolo, "i dodici procuratori" di Firenze durati dal 1480 al 1494, "il collegio dei dodici" di Venezia durato dal 1548 al 1780.[2]
- Nel maggio 1793 il Girondino Bertrand Barère fece istituire la "Commissione dei dodici", incaricata di indagare sugli arresti effettuati dalla Municipalità parigina per opporsi al crescente potere della Comune di Parigi.
- Nel processo penale anglosassone, la giuria si compone tipicamente di 12 giurati (ma in Scozia sono 15).
- I principi fondamentali della Costituzione italiana sono 12.

## Mitologia, storia e letteratura
- Nella mitologia greca gli dei principali del monte Olimpo sono dodici.
- Secondo diversi autori, nella mitologia greca il numero dei Titani e delle Titanidi era di dodici.
- Nella mitologia greca Eracle, poi Ercole nella mitologia romana, affronta e supera dodici fatiche.
- Nell'antichità esistettero varie dodecapoli, federazioni di dodici città.
- Nella letteratura medievale, dodici sono i paladini di Carlo Magno e a volte i cavalieri della Tavola Rotonda alla corte di re Artù.

## Religione
- Bibbia
  - Nelle religioni bibliche, dodici è il numero dei figli di Giacobbe/Israele.
  - Da tali patriarchi discendono le dodici tribù di Israele.
  - Dodici è il numero dei profeti minori biblici.
  - Il ritrovamento di Gesù al Tempio in mezzo ai sapienti avviene quando ha dodici anni (Luca 2, 41-47[3]).
  - Gesù chiamò a sé dodici apostoli (Marco 3, 13[4]).
  - Nel miracolo evangelico della moltiplicazione dei pani e dei pesci, le ceste o canestri riempiti con gli avanzi sono dodici (Marco 6, 43[5] || Luca 9, 17[6] || Matteo 14, 20[7] || Giovanni 6, 13[8]): come "il numero delle tribù d'Israele, rappresenta simbolicamente tutto il popolo".[9]
  - Nell'Apocalisse di Giovanni, al versetto 12, 1[10] appare «un segno grandioso: una donna vestita di sole, con la luna sotto i suoi piedi e sul suo capo una corona di dodici stelle». Arsène Heitz, cui è solitamente attribuita la bozza che è stata accolta come bandiera europea, ha successivamente fornito una spiegazione in chiave biblica del suo disegno, facendo riferimento a questa descrizione.[11]
  - Sempre nell'Apocalisse di Giovanni, al versetto 4, 4[12] i vegliardi che attorniano il trono di Dio sono 24 (12x2).
  - Ancora nell'Apocalisse di Giovanni, ai versetti 7, 4; 14, 1.3[13] è presente il 144000, cioè 12x12x1000, come quello dei «redenti della terra».
  - La Gerusalemme celeste ha dodici porte (Apocalisse 21, 12.21[14]).
  - «In mezzo alla piazza della città e da una parte e dall'altra del fiume si trova un albero di vita che dà dodici raccolti e produce frutti ogni mese; le foglie dell'albero servono a guarire le nazioni» (Apocalisse 22, 2[15]).
- Via Crucis

Secondo la Via Crucis tradizionale, la dodicesima stazione corrisponde alla morte di Gesù.
- Leggende ebraiche

In alcune leggende ebraiche, Lucifero viene indicato come un angelo con 12 ali.
- Buddismo

Nel Buddismo, dodici sono il numero degli elementi della cosiddetta coproduzione condizionata, ovvero gli anelli - ciascuno legato al successivo secondo un rapporto di causa ed effetto - che caratterizzano l’esperienza terrena.

## Bandiere
- La bandiera dell'Europa raffigura dodici stelle dorate disposte in cerchio su campo blu. Il loro numero è assunto a simbolo di completezza: «le stelle rappresentano i popoli d'Europa, disposte in cerchio, segno di unione».[18] Il numero 12 è stato scelto, inoltre, perché tradizionalmente associato anche alla perfezione e all'unità.[19] Arsene Heitz in seguito nel 1987 a Padre Pierre Chaillon e nel 2004 a Lourdes Magazine ribadirà che la bandiera d'Europa è la bandiera di "Nostra Signora" e le 12 stelle sono quelle del capitolo 12,1 dell'Apocalisse... mentre il blu rappresenta il manto della Vergine come Ella è rappresentata dal Medioevo ad oggi...

## Cinema
- 12 è il titolo del film russo diretto da Nikita Mikhalkov che ha avuto una nomination per il Leone d'oro al Festival di Venezia del 2007.

## Smorfia
- Nella smorfia il numero 12 è il soldato.

## Fumetto
- Dodici è il titolo di un fumetto dell'artista italiano Zerocalcare.

## Telefonia
- 12 era il numero del Servizio informazioni elenco abbonati della vecchia Sip, azienda nazionale telefonica italiana. Componendo il 12 si potevano richiedere, al prezzo di cinque scatti telefonici, informazioni sui numeri di telefono degli abbonati Sip. Il numero è stato dismesso il 1º ottobre 2005.